# تود جونز
تود جونز (بالإنجليزية: Todd Jones) هو صحفي أمريكي، ولد في 24 أبريل 1968 في ماريتا في الولايات المتحدة.

## وصلات خارجية
- تود جونز على موقع دوري كرة القاعدة الرئيسي (الإنجليزية)
- تود جونز على موقعبيزبول رفرنس.كوم (الدوري الرئيسي) (الإنجليزية)
- تود جونز على موقعبيزبول رفرنس.كوم (الدوري الثانوي) (الإنجليزية)
- تود جونز على موقع إي إس بي إن.كوم (أم.أل.بي) (الإنجليزية)
- تود جونز على موقع مشجعي الرسوم البيانية (الإنجليزية)